# David Jacob van Lennep

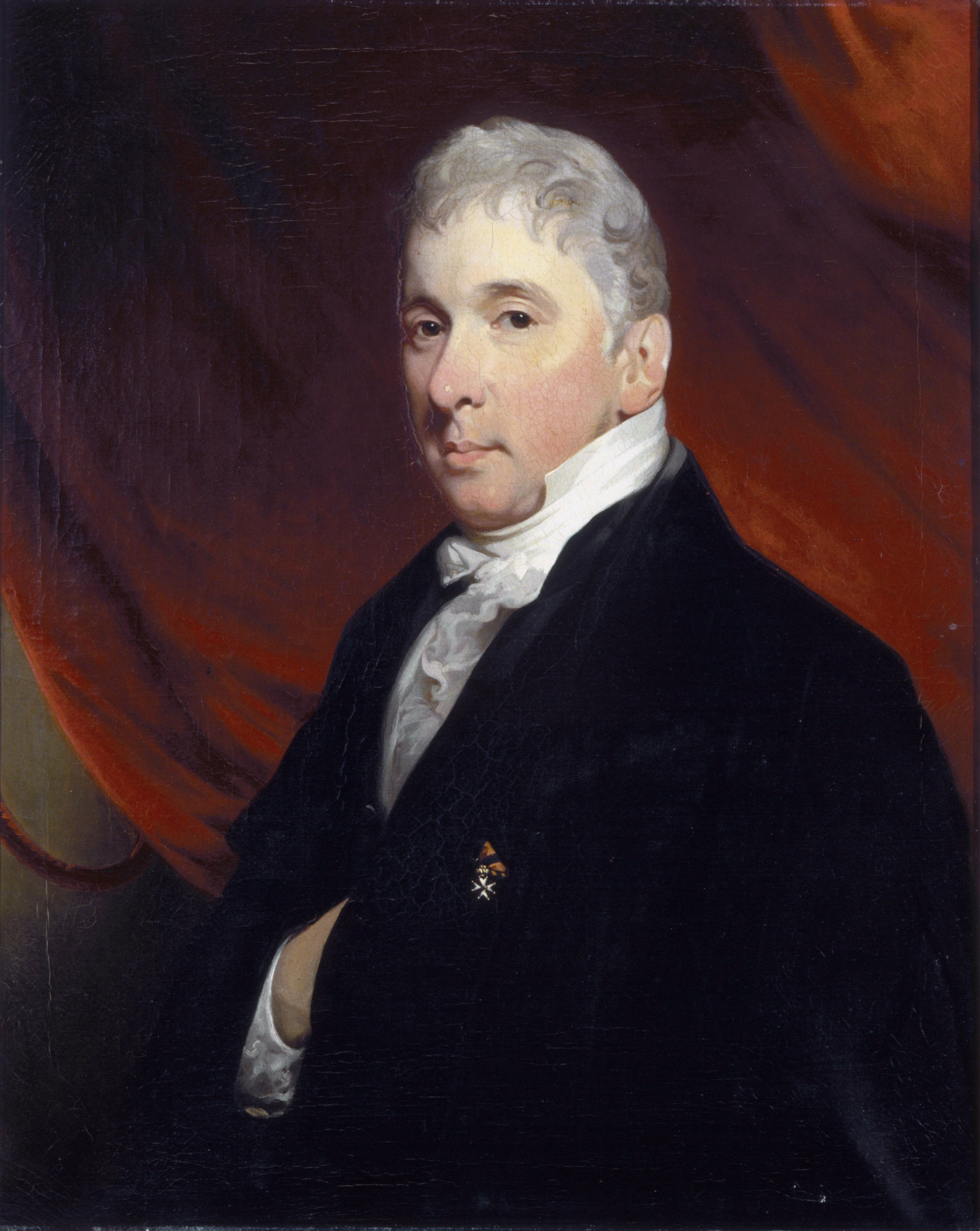
David Jacob van Lennep

David Jacob van Lennep (* 15. Juli 1774 in Amsterdam; † 10. Februar 1853 ebenda) war ein holländischer Philologe und Poet. Er entstammte dem Geschlecht Van Lennep.

## Leben und Werk
David Jacob van Lennep studierte am Athenaeum Illustre (Vorgänger der Universität von Amsterdam), später in Leiden erst die Rechtswissenschaften – in welcher Disziplin er 1796 den Doktorgrad erwarb –, dann Philologie. An der Stelle Wyttenbachs lehrte er ab 1799 als Professor am Amsterdamer Athenaeum die alten Sprachen und andere der Kenntnis des Altertums angehörige Fächer. Später wurde er Professor der Eloquence (Beredsamkeit) an der Universität Leiden und bekleidete diese Stelle viele Jahre mit zunehmender Anerkennung. Auch unterrichtete er eine Zeit lang den König Louis Bonaparte in der niederländischen Sprache. An den politischen Ereignissen seines Vaterlandes nahm er nur in untergeordneter Weise teil; stattdessen war vor allem mit literarischen Studien und Arbeiten beschäftigt. Doch wurde er 1838 Mitglied der Generalstände und trat dort als ausgezeichneter Redner in Erscheinung. Das ihm 1841 angebotene Amt des Bürgermeisters von Amsterdam schlug er aus. 1853 starb er im Alter von 78 Jahren.
Schon in früher Jugend war Lennep literarisch tätig gewesen (z. B. Carmina juvenilia, Amsterdam 1790) und gab mit einigen gleichgesinnten Freunden das literarische Wochenblatt Die Arche Noahs heraus, das aber nicht lange existierte, obgleich oft mit beißendem Spott in geistreicher Weise die Missstände der Zeit gegeißelt wurden. Insbesondere widmete er sich grammatischen und historischen Untersuchungen der lateinischen Sprache und galt als einer von deren gelehrtesten Kennern in Holland. In der Bibliothek der alten Literatur veröffentlichte er eine Verteidigung des Charakters von Hannibal, eine Abhandlung über die Ehescheidung bei den Römern als Hauptursache ihrer Sittenverderbnis, ferner ein lyrisch-episches Gedicht, Der Hirte auf dem Schlachtfeld von Cannae. In der Zeitschrift Euterpe veröffentlichte er: Beschreibung der verschiedenen Perioden, durch welche die Literatur eines jeden Volks ihren natürlichen und gewöhnlichen Lauf nimmt und Erforschung der allgemeinen und Hauptursachen ihrer Blüte und ihres Verfalls (1811).
Außerdem ließ Lennep in den Werken des von Louis Bonaparte gegründeten Instituts zahlreiche Abhandlungen, zumeist philologischen Inhalts, erscheinen und im Magazin von van Kampen Untersuchungen über die früheste Geschichte der Niederlande. Er gab u. a. die Heroides von Ovid (Amsterdam 1809; 2. Auflage 1812), den 5. Band der Anthologia Graeca von de Bosch (Utrecht 1822) und Werke Hesiods (3 Bde., Amsterdam 1843–1854) heraus. Bereits 1823 hatte er eine rhythmische Übersetzung von Hesiods Werke und Tage verfasst. Auch schrieb er ausgezeichnete lateinische und holländische Gedichte.
Er war Mitglied der Königlich Niederländischen Akademie der Wissenschaften (Koninklijk Instituut). Seit 1816 war er Mitglied der Académie royale de Bruxelles (Classe des Lettres).
Jacob van Lennep (* 1802; † 1868), ein Sohn von David Jacob van Lennep, wurde Schriftsteller.

## Veröffentlichungen
- Davidis Jacobi van Lennep Poematum fasciculus (Online) (Online)